# HD 102272
HD 102272 — звезда, которая находится в созвездии Лев на расстоянии около 1174 световых лет от Земли. Вокруг звезды обращается, как минимум, две планеты.

## Характеристики
HD 102272 представляет собой оранжевый гигант с массой и диаметром, равными 1,9 и 10,1 солнечных соответственно. Период вращения звезды вокруг своей оси составляет приблизительно 170 суток. Наблюдения показали, что на поверхности HD 102272 находится огромное пятно, что говорит о её хромосферной активности. Поиск планетных объектов у звёзд-гигантов значительно расширяет понимание процессов эволюции звёздных систем. Подобные звёзды имеют холодную атмосферу и узкие линии в спектре, которые позволяют определять с высокой точностью радиальную скорость и, соответственно, наличие планеты в системе.

## Планетная система
В 2008 году командой польских астрономов было объявлено открытие сразу двух планет в системе: HD 102272 b и HD 102272 c. Обе они представляют собой планеты-гиганты, превосходящие по массе Юпитер в несколько раз. Планета b относится к классу горячих юпитеров: близкое расположение к родительской звезде предполагает сильный нагрев атмосферы и даже возможное испарение внешних слоёв атмосферы во внешний космос. Планета c удалена на расстояние 1,57 а. е. от светила и поэтому напоминает более спокойный Юпитер из нашей Солнечной системы. Открытие было совершено методом вычисления радиальной скорости звезды.